# Barabinsk

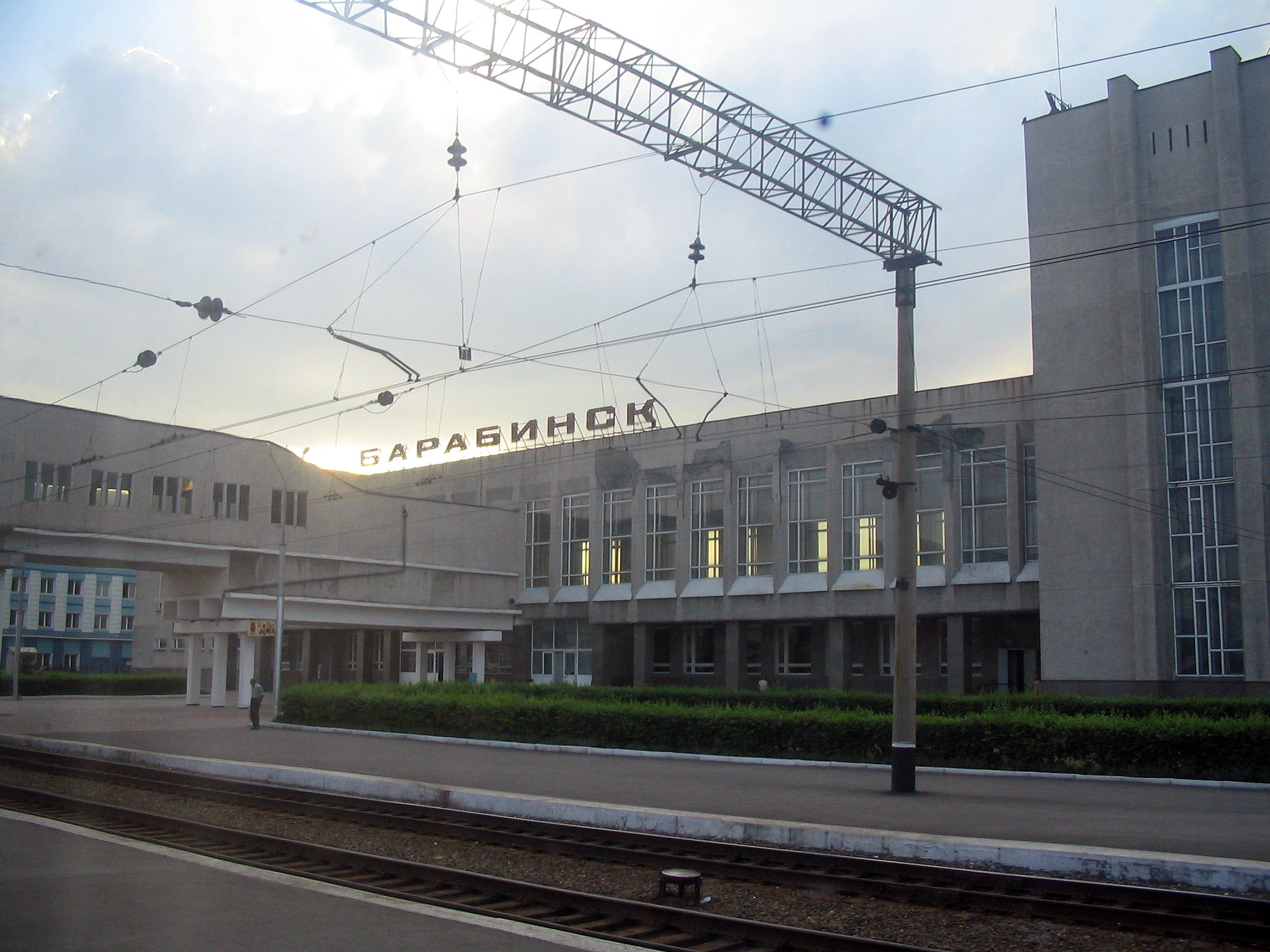
Estação de Trem de Barabinsk

Barabinsk(russo:Барабинск) é uma cidade localizada na Oblast de Novosibirsk, Rússia. A cidade fica na Linha de Trem Trans-Siberiana que corta toda a Rússia, de leste a oeste. Já a cidade está entre as cidades de Omsk e Novosibirsk. Sua população é de 32.000 habitantes.
A cidade fica em uma região de estepe, no estepe de Barabinsk, que tem uma área de 117.000 km² e se encontra na região dos rios Irytsh e Ob.
Os principais setores de economia da cidade são o de produção de material de construção, como também metais e produtos para indústrias agrícolas.